# Гротенгельм, Георгий Евстафьевич
Георгий (Григорий) Евстафьевич Гротенгельм (швед.  Georg Friedrich von Grotenhjelm 1721 — 1798) — генерал-аншеф, герой русско-турецкой войны 1767—1774 годов, сенатор.

## Биография
Родился 19 октября 1721 года, происходил из шведских дворян Эстляндской губернии.
В военную службу вступил в 1738 году в пехоту.
Принимал участие в Семилетней войне, в 1757 году получил чин майора.
9 июня 1762 года назначен полковником Бутырского пехотного полка.
В 1768 году получил чин бригадира.
В 1768 — 1774 годах в чине генерал-майора принимал участие в русско-турецкой войне и 27 июля 1770 года был награждён орденом Св. Георгия 3-й степени (№ 7 по кавалерским спискам)
За оказанную 7-го июля 1770 года, во время сражения с неприятелем при реке Ларге, неустрашимую храбрость, при овладении батареями и неприятельским лагерем.
В 1771 году награждён орденом Святой Анны.
17 марта 1774 года  был произведён в генерал-поручики и назначен состоять при Белорусской дивизии.
С 1779 являлся Ревельским вице-губернатором, с 1783 года — правителем Ревельского наместничества, в которое была преобразована Ревельская губерния.
22 сентября 1786 года пожалован в генерал-аншефы и назначен сенатором, присутствующим в Первом департаменте Правительствующего Сената.
7 декабря 1787 года вышел в отставку.
Скончался 8 сентября 1798 года.

## Брат
Брат Фридрих также служил в русской императорской армии и был кавалером ордена св. Георгия 4-й степени.